# Robert Spiske

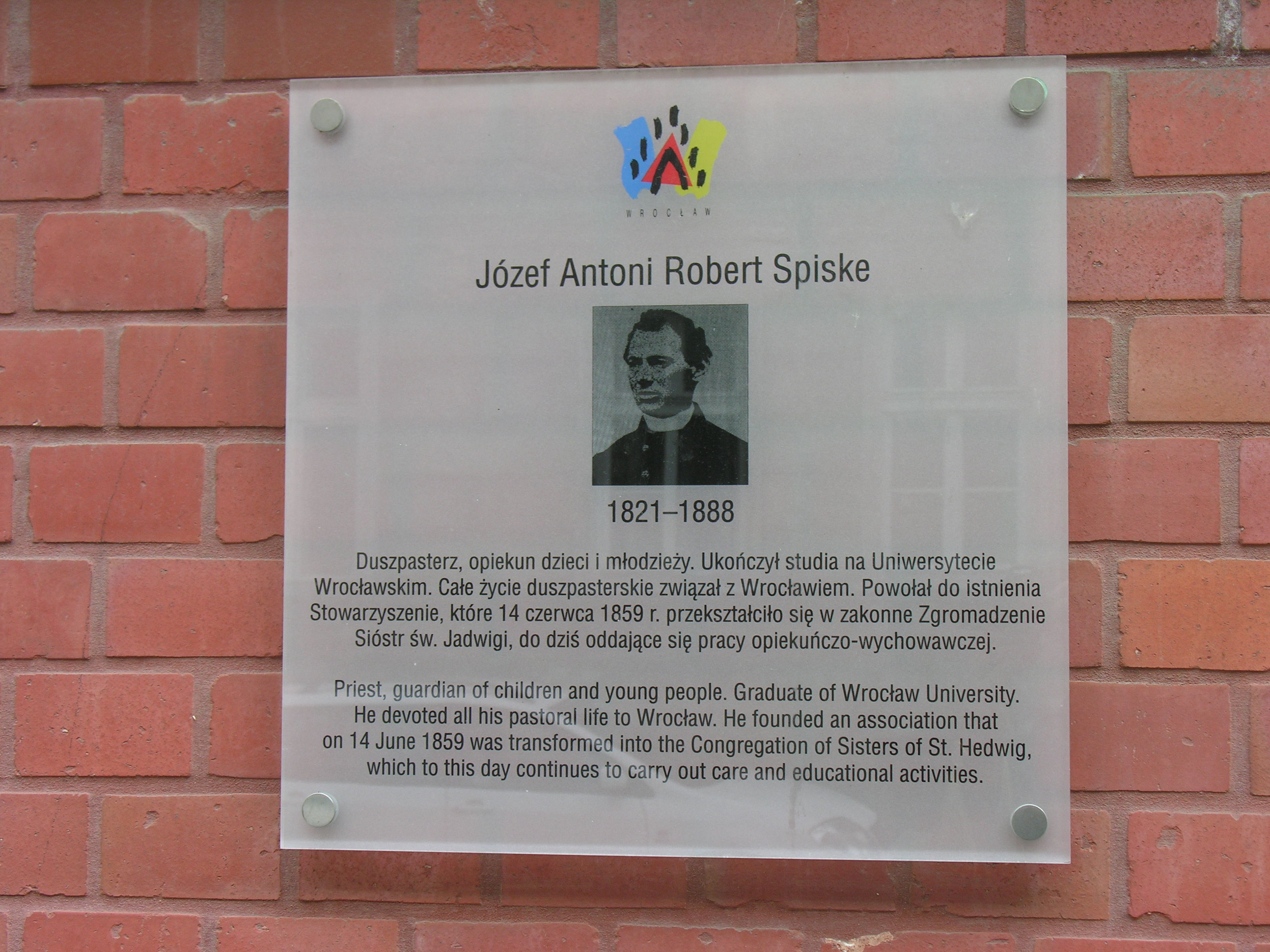
Pamětní tabule Roberta Spiskeho ve Vratislavi

Ctihodný Robert Spiske (29. ledna 1821, Lešnice – 5. března 1888, Vratislav) byl katolický kněz a zakladatel kongregace Sester svaté Hedviky.

## Mládí
Narodil se jako třetí dítě. Pokřtěn byl ve farním kostele sv. Hedviky v Lešnici a to třemi jmény: Josef, Antonín, Robert. Vyrůstal ve zbožné a harmonické rodině. Již brzy zatoužil po kněžství, ale rodina byla chudá a tak se toto přání jevilo jako nemožné.

Avšak v tento čas navštívil rodinu P. David Krüger, jenž se za něj přimluvil a Robert tak mohl být přijat do katedrálního chlapeckého sboru ve Vratislavi. Poté, co otec Krüger umírá naplno prožívá nejistotu z budoucnosti, bídu, ale také ohromné milosrdenství dobrodinců, které trvale ovlivní mladíka v jeho budoucím kněžském působení.

## Knězem
13. června 1847 jej vratislavský biskup Melchior von Deipenbrock vysvětil na jáhna a o pět dní později 18. června na kněze. 27. června sloužil P. Robert Spiske primiční mši v kostele v Lešnici.

Brzy se stal známým pro svá znamenitá kázání, která někdy trvala i celé hodiny. Používal zcela prostá slova a jeho úspěch měl příčinu v jeho modlitbě a přísné askezi. V posledních letech života potřebal na přípravu kázání dva dny a dvě noci, den před samotným kázáním se zamykal ve svém pokoji a rozjímal obsah myšlenek připraveného kázání. Po promluvě býval zesláblý a musel několik hodin odpočívat. Ve svých promluvách často burcoval své posluchače a probouzel v nich touhu pomáhat.

## Zakladatelem kongregace
Jeho slovy a nadšením bylo uchváceno na tři tisíce žen a dívek, které byly ochotny otci Robertovi pomoci. Tehdy se vytvořilo Sdružení svaté Hedviky a brzy na to byl založen Dům svaté Hedviky, jenž se stal novým domovem pro mnoho opuštěných dětí. Protože některé členky sdružení toužily zcela se zasvětiti Bohu řeholními sliby, vydal se otec Spiske do Říma za papežem Piem IX. Ten jej 7. listopadu 1858 přijal na soukromé audienci, udělil jeho dílu požehnání a schválil společenství jako Institut jeho pravidla (Statuta) na 10 let. 14. června 1859 složily řeholní sliby první čtyři sestry.

## Pokračování působení kongregace
V prosinci 1875 přišel dopis vratislavského policejního prezidenta, který nařizoval rozpuštění řeholního společenství do šesti měsíců. V květnu 1875 se otec Spiske obrátil na olomouckého arcibiskupa Friedricha Egona Fürstenberga s prosbou, aby přijal sestry do své diecéze. Ten se totiž na něj již v roce 1862 obrátil, jestli by mohl vyslat sestry do jeho diecéze, ale P. Robert mu v té době kvůli malému počtu sestra nemohl vyhovět.

Sestrám byl poskytnut bývalý klášter augustiánů v Nezamyslicích, a přestože byl v neutěšeném stavu, v říjnu 1877 se sem přestěhovaly první čtyři sestry. Sám otec Robert sem zavítal v listopadu a za účasti místních nové sídlo řeholních sester požehnal.

Zanedlouho otevřely soukromou klášterní školu a penzionát pro výchovu 60 dívek. Dne 23. února 1881 složily do rukou P. Spiskeho řeholní sliby první novicky. Protože kněz nemohl být mezi sestrami tak často, psal jim povzbuzující listy.

## Závěr života
S velkou radostí otec Robert Spiske přijal 5. března 1888 dopis od vratislavského biskupa Georga Koppa, v němž psal o rýsujících se možností opět působit ve Vratislavi v Domě sv. Hedviky. Tři hodiny poté, při večerní modlitbě breviáře, dostal otec Robert čtvrtý poslední záchvat mozkové mrtvice, zemřel náhle, ale bdělý a připravený.
V lednu 1889 pruská vláda opravdu povolila sestrám sv. Hedviky se vrátit do Vratislavi a věnovat se dál charitativní a vzdělávací činnosti. Část sester, která zůstala v klášteře v Nezamyslicích u nás postupně založila 45 filiálních domů.

## Proces svatořečení
Jeho proces svatořečení byl započat dne 2. února 1995 v arcidiecézi vratislavské vydáním nihil obstat. Začátek procese na diecézní úrovni byl zahájen 14. června 1995 a ukončen 30. prosince 2000. Dne 17. ledna 2009 papež Benedikt XVI. vydal dekret o hrdinských ctnostech a tím byl prohlášen za Ctihodného.V současné době se zkoumá zázrak na jeho přímluvu.